# Golden State Warriors 2005-2006
La stagione 2005-06 dei Golden State Warriors fu la 57ª nella NBA per la franchigia.
I Golden State Warriors arrivarono quinti nella Pacific Division della Western Conference con un record di 34-48, non qualificandosi per i play-off.

## Risultati
| Team                  | W  | L  | PCT. |
| --------------------- | -- | -- | ---- |
| Phoenix Suns          | 54 | 28 | 65,9 |
| Los Angeles Clippers  | 47 | 35 | 57,3 |
| Los Angeles Lakers    | 45 | 37 | 54,9 |
| Sacramento Kings      | 44 | 38 | 53,7 |
| Golden State Warriors | 34 | 48 | 41,5 |

## Roster
| N° | Naz.                           | Ruolo | Sportivo         | Anno | Alt. | Peso \|\| |
| -- | ------------------------------ | ----- | ---------------- | ---- | ---- | --------- |
| 0  | Stati Uniti (bandiera)         | G     | Aaron Miles      | 1983 | 185  | 79        |
| 1  | Stati Uniti (bandiera)         | A     | Troy Murphy      | 1980 | 211  | 111       |
| 2  | Francia (bandiera)             | GA    | Mickaël Piétrus  | 1982 | 198  | 98        |
| 3  | Stati Uniti (bandiera)         | G     | Will Bynum       | 1983 | 183  | 84        |
| 4  | Stati Uniti (bandiera)         | G     | Derek Fisher     | 1974 | 185  | 91        |
| 5  | Stati Uniti (bandiera)         | G     | Baron Davis      | 1979 | 191  | 95        |
| 8  | Stati Uniti (bandiera)         | G     | Monta Ellis      | 1985 | 191  | 79        |
| 9  | Stati Uniti (bandiera)         | A     | Ike Diogu        | 1983 | 203  | 113       |
| 11 | Serbia e Montenegro (bandiera) | A     | Žarko Čabarkapa  | 1981 | 211  | 107       |
| 15 | Lettonia (bandiera)            | C     | Andris Biedriņš  | 1986 | 211  | 109       |
| 21 | Stati Uniti (bandiera)         | A     | Chris Taft       | 1985 | 208  | 118       |
| 23 | Stati Uniti (bandiera)         | G     | Jason Richardson | 1981 | 198  | 100       |
| 31 | Stati Uniti (bandiera)         | C     | Adonal Foyle     | 1975 | 208  | 113       |
| 34 | Stati Uniti (bandiera)         | GA    | Mike Dunleavy    | 1980 | 206  | 100       |
| 40 | Stati Uniti (bandiera)         | GA    | Calbert Cheaney  | 1971 | 201  | 95        |

## Staff tecnico
- Allenatore: Mike Montgomery
- Vice-allenatori: Travis Schlenk, Keith Smart, Russell Turner, Mario Elie, John MacLeod
- Preparatore atletico: Tom Abdenour
- Assistente preparatore atletico: Frank Bernard
- Direttore dello sviluppo atletico: Mark Grabow
- Preparatore fisico: John Murray